# Lucio Ángel Vallejo Balda
Lucio Ángel Vallejo Balda, né le 12 juin 1961 à Villamediana de Iregua, est un prêtre catholique espagnol. Après une carrière ecclésiastique au sein de l'épiscopat espagnol qui l'amène à la préfecture des Affaires économiques du Saint Siège, ce proche de l'Opus Dei est accusé d'avoir transmis des documents confidentiels sur les finances du Vatican et est condamné à la prison pour ces faits en juillet 2016. 

## Biographie
Né dans la localité espagnole de Villamediana de Iregua dans La Rioja en 1961, il provient d'une famille d'agriculteurs de la classe moyenne. Il entre à 8 ans au séminaire mineur de Logroño, où il poursuit ses études ecclésiastiques. Il y entre en contact avec l'Opus Dei et intègre la « Société sacerdotale de la Sainte-Croix et Opus Dei ».
À la sortie du séminaire, il part à Burgos où il accomplit ses études supérieures et devient licencié en théologie spirituelle avant d'obtenir un doctorat en théologie de l'université pontificale de Salamanque, ainsi qu'une licence en droit de l'université nationale d'enseignement à distance (UNED). Au terme de ses études universitaires, à 26 ans, il est ordonné prêtre du diocèse d'Astorga, le 1er août 1987, par  Mgr Antonio Briva Miravent.
Avec le temps, il est remarqué par la Conférence épiscopale espagnole, étant recommandé par l'influent prêtre Fernando Giménez Barriocanal, à qui il prête son aide pour les aspects économiques des Journées mondiales de la jeunesse de 2011. Ensuite, grâce à son expérience dans la gestion économique, le cardinal-archevêque de Madrid, Antonio María Rouco Varela, le recommande à la Cité du Vatican. Le Pape Benoit XVI le nomme secrétaire de la préfecture des Affaires économiques du Saint Siège, sous l'autorité de son préfet le cardinal Giuseppe Versaldi, en septembre 2011.  

### Affaire Vatileaks
Dans le cadre de l'affaire dite « Vatileaks », il est arrêté le 2 novembre 2015, accusé du chef de « délit de divulgation de nouvelles et de documents confidentiels » concernant le Vatican,,,. Au terme du procès, il est condamné en juillet 2016 à 18 mois de prison.
Il est remis en liberté le 20 décembre 2016, après avoir purgé plus de la moitié de sa peine. Le Saint-Siège précise que sa mise en liberté est une « mesure de clémence », et que « la peine n'est pas éteinte ». Il bénéficie en effet d'une libération conditionnelle sur ordre du pape François. Dès lors, il perd son titre de prélat d'honneur de Sa Sainteté et se voit replacé sous l'autorité de l'évêque d'Astorga, son diocèse d'origine.